# Ilse Tesdorpf-Edens
Ilse Tesdorpf-Edens (* 29. März 1892 in Hamburg; † 30. Juli 1966 ebenda) war eine deutsche Malerin.

## Leben

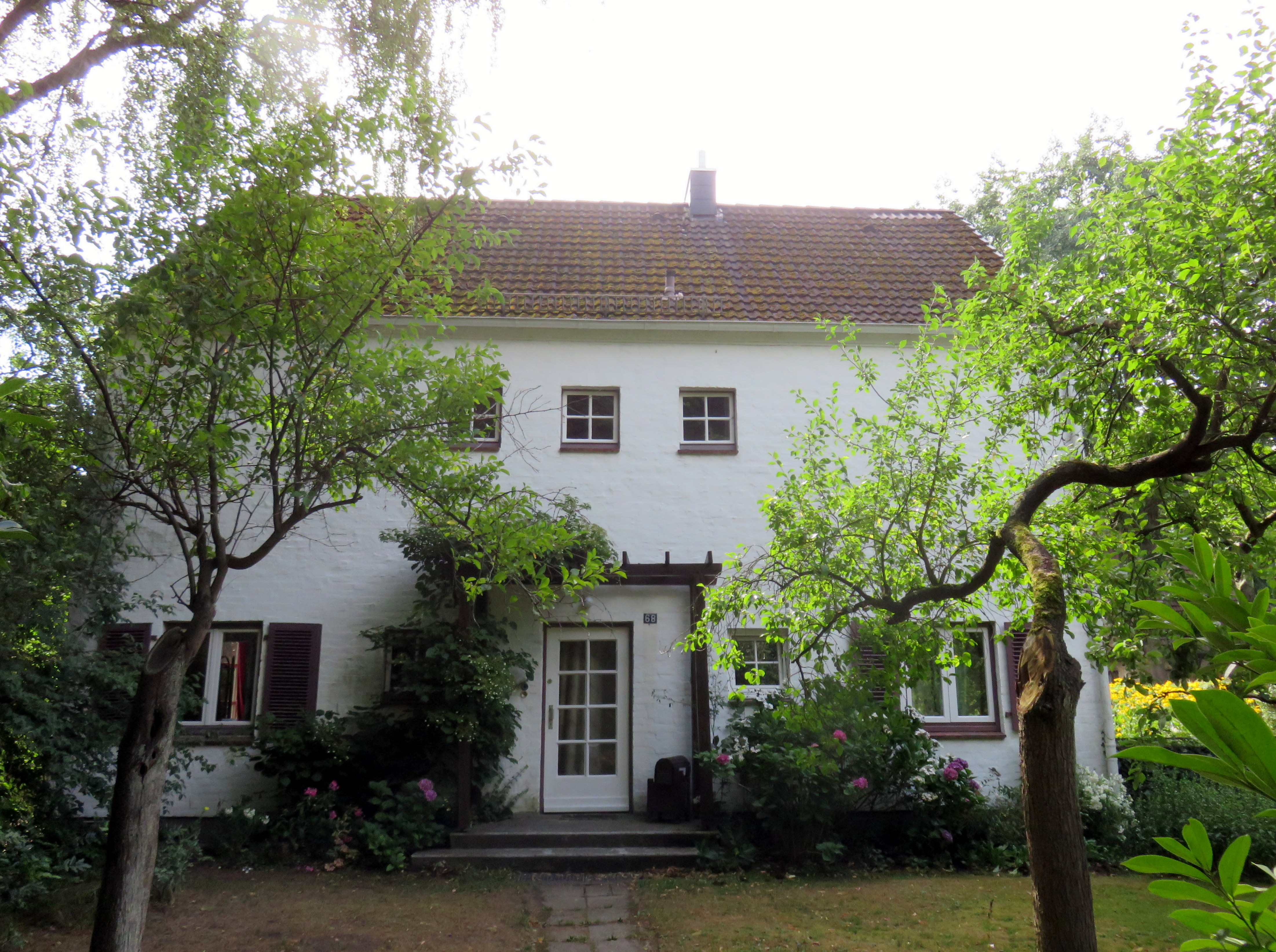
Haus Tesdorpf–Edens/Reimers, Hamburg–Wellingsbüttel

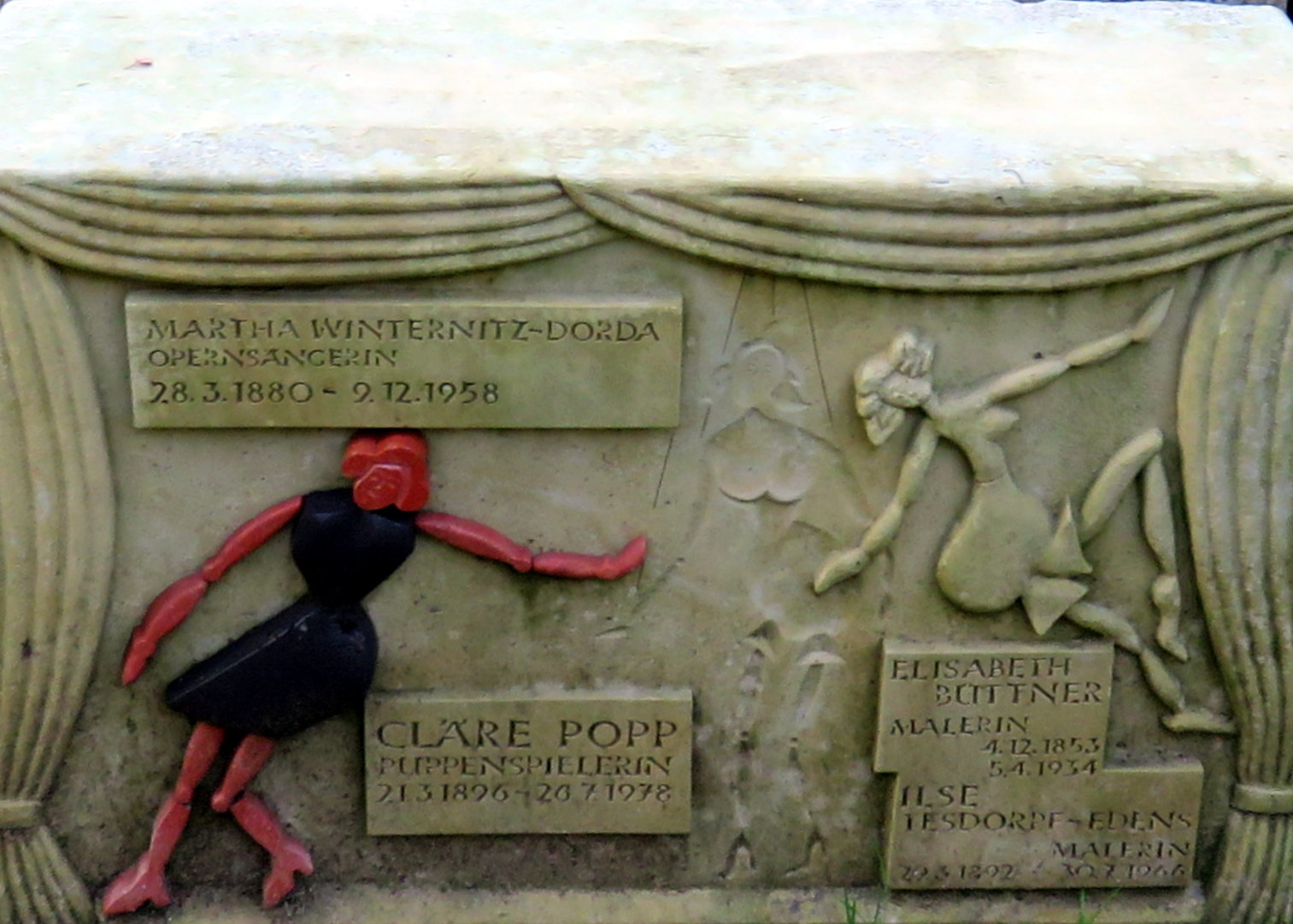
Stein mit Ilse Tesdorpf-Edens, Erinnerungsspirale im Garten der Frauen auf dem Friedhof Ohlsdorf

Ilse Tesdorpf wuchs mit zwei jüngeren Brüdern in einer gutsituierten Hamburger Kaufmannsfamilie auf, ihr Vater John Daniel Tesdorpf (* 1875) war ein Cousin der Zeichnerin und Aquarellistin Ebba Tesdorpf: ihr Großvater Wilhelm (* 1812) war ein Bruder von Ebba Tesdorpfs Vater Hans Peter Friedrich (* 1810). Gustav Theodor Tesdorpf und Oscar Louis Tesdorpf waren ihre Großonkel.
Nach Beendigung ihrer Schulzeit am privaten Kreussler-Lyceum war Ilse Tesdorpf 1912–1915 Schülerin beim Maler, Grafiker und Kunstpädagogen Arthur Siebelist. Sie malte Landschaftsbilder, Hamburger Stadtansichten, Stillleben, Menschen und unternahm Studienreisen unteren anderem nach Dänemark, Frankreich, Mallorca, Norwegen und in die Schweiz sowie innerhalb Deutschlands (Nord- und Ostseeküste, Bayern, Elberegion).
1918 heiratete Ilse Tesdorpf den Maler Henning Edens, mit dem sie einige Jahre lang an der Elbe in Övelgönne wohnte.
 1943 starb Edens, und kurz darauf wurden Wohnung und Atelier am Rödingsmarkt durch Bomben zerstört, ebenso ihre gesamten bisherigen Werke. Dank der kunstbegeisterten Familie Himpe gelang Ilse Tesdorpf-Edens ein Neuanfang mit Wohnraum- und Ateliernutzung in Hamburg-Wellingsbüttel und 1951 zusammen mit dem befreundeten Mäzenen-Ehepaar Reimers der Neubau eines Doppelhauses mit zwei Wohneinheiten an der Wellingsbütteler Landstraße 68.

## Gedenken
Auf dem Hamburger Ohlsdorfer Friedhof wird im Bereich des Gartens der Frauen auf einem der Gedenksteine der Erinnerungsspirale an Ilse Tesdorpf-Edens erinnert.
Die Tesdorpfstraße in Hamburg-Harvestehude wurde weder nach Ebba Tesdorpf noch nach Ilse Tesdorpf-Edens benannt, sondern nach einem ihrer Verwandten, dem Senator Adolph Tesdorpf.

## Mitgliedschaften
Ilse Tesdorpf-Edens war 1949–1955 Mitglied des „Kleinen Hamburger Künstlerrings“ (KHH) sowie der GEDOK. Mitglieder des von Adolf Wriggers gegründeten KHH waren unter anderen die Maler Fritz Düsing, Albert Feser, Willi Voß, Felix Walner, Walt(h)er Reinke. Der Künstlerring stellte erstmals 1949 in der Galeria des Rauhen Hauses aus.

## Ausstellungen (Auswahl)
- 1941 Herbstausstellung Hamburger Künstler[4], 1950 im Völkerkundemuseum; 1951 im Hamburger Kunstverein; 1952–1955 in der Hamburger Kunsthalle; 1954 in der ehemaligen DDR: (Wittenberg, Halle/Saale, Potsdam und andere); 1954, 1956 sowie 1969 (Selbstbildnisse) in der Galerie Commeter.
- 1953 Dritte Deutsche Kunstausstellung in Dresden[5]
- 1970 Kunsthaus Hamburg.
- 1992 wurde zu Ehren der Künstlerin in der Galerie Mewes in Hamburg eine Gedenkausstellung zu ihrem 100. Geburtstag gezeigt.
- 2001 Kunstmuseum Ahlen/Westfalen.

## Werke (Auswahl)
Landschaftsbilder (insbesondere in der Tradition des Pleineairismus von Thomas Herbst), Hamburger Stadtansichten, Blumenstillleben sowie Porträts (beispielsweise Hamburgs erste Oberschulrätin und Frauenrechtlerin Emmy Beckmann, die Schauspieler Will Grill (Foyer Hamburger Schauspielhaus), Otto Lauffer (1945)).
Werke von Ilse Tesdorpf-Edens befinden sich unter anderem in der Hamburger Kunsthalle, im Altonaer Museum, Museum für Kunst und Gewerbe Hamburg und in der Sammlung Hamburger Sparkasse.